# 埃米尔·汉松
埃米尔·汉松（瑞典語：Emil Hansson；1998年6月15日—）是一名瑞典和挪威籍足球運動員，司職翼鋒，現時效力英冠球會伯明翰足球會。

## 球會生涯

### 白蘭恩
埃米尔·汉松生於挪威，母親是挪威人，父親是前瑞典足球運動員帕特里克·汉松。他在家鄉卑爾根的球會白蘭恩學習踢球，之後隨父親搬到瑞典卡爾馬學習，父親為該球會的助理教練，但六個月後回到卑爾根。2015年4月，汉松首次在職業聯賽上場，一次在聯賽，另一次在盃賽。在效力白蘭恩期間，總計在聯賽上場2次，挪威盃上場4次。

### 飛燕諾
2015年8月，汉松加盟荷兰足球甲级联赛球會飛燕諾青年軍。他在2017年3月12日首次代表球會在職賽上場，在對AZ的比賽中83分鐘換入史堤芬·貝格曉斯上場，球隊最後以5-2大勝。這賽季他只有2次上場紀錄，其餘大部份時間都在U21上場，而球會最終贏得荷甲冠軍，終結了18年錦標荒。2017/18球季，汉松在一隊聯賽上場1次和1次盃賽上場，球會以第三名完成聯賽並贏得荷蘭盃冠軍。
2018年7月，他被外借到荷乙球會RKC華域克，整個球季共在荷乙聯賽上場35次及打進12球，並以第八名完成聯賽，使球隊取得晉級附加賽第一輪參賽資格。汉松出席了6場晉級附加賽並打進1球，使球會晉升至來季荷甲聯賽。

### 汉诺威96
2019年8月，汉松加盟德國足球乙級聯賽球會汉诺威96並簽約三年，在效力期間共在聯賽上場14次，及1次在二隊上場，之後被外借到荷蘭球會RKC華域克度過2019/2020年下半球季。在外借期間共上場了7次及打進1球，但之後因為2019冠狀病毒而取消球季，這時在積分榜墊底的RKC華域克因為球季取消而逃過降級命運。

### 幸運薛達
2020年6月初，汉诺威96宣佈汉松將會轉投至荷蘭球會幸運薛達，他在這裡度過了2020/21球季和2021/22上半球季。

### 艾美路荷華高斯
2022年1月22日，汉松重返荷甲聯賽，與艾美路荷華高斯簽約兩年半，並有一年延長權。2月11日，他首次代表新球隊上場，在88分鐘換入，最終球隊以1-0擊敗烏德勒支。球季最後一場比賽，球隊以3-1輸給鹿特丹斯巴達使排名趺至第16名，使球隊需要參加保級附加賽。在附加賽半決賽中，球隊對手是精英隊，但球隊在兩回合總計以6-1輸給精英隊，宣佈保級失敗。
新球季降級至荷甲聯賽後，汉松成為了球隊主力球員，在36場聯賽中打進16球，交出19助攻，使球隊在球季閉幕日宣佈贏得荷乙冠軍，將來重返荷甲聯賽。

### 伯明翰城
2024年7月5日，汉松轉投降級至英格蘭足球甲級聯賽的伯明翰城，雙方簽約三年。他在球季揭幕日對雷丁的比賽上場，在球隊落後1-0時換入西里基·登贝莱上場。汉松的傳中令對方球員觸犯手球而使球隊獲得點球，由阿尔菲·梅主射使球隊追平。

## 國家隊生涯
漢松曾代表瑞典U17上場，但之後改為代表挪威，在各級青少年國家隊上場。
2018年12月，他最終決定轉回效力瑞典國家隊，並在2019年3月22日對俄羅斯U21的比賽中，代表瑞典U21上場參賽。

## 榮譽
飛燕諾
- 荷兰足球甲级联赛冠軍：2016–17
- 荷蘭盃冠軍：2017–18[28]
- 告魯夫盾冠軍：2017[29]

艾美路荷華高斯
- 荷兰足球乙级联赛冠軍：2022–23[21]

伯明翰城
- 英格蘭足球甲級聯賽冠軍：2024–25[30]
- 英格蘭足球聯賽錦標賽亞軍：2024–25[31]

個人
- 荷兰足球乙级联赛年度最佳陣容: 2022–23[32]
- 荷兰足球乙级联赛個人最多助攻：2022–23